# Chatham-Kent—Essex
Pour les articles homonymes, voir Chatham, Kent (homonymie) et Essex (homonymie).
Circonscription électorale fédérale du Canada
Chatham-Kent—Essex (précédemment connue sous le nom de Kent—Essex) est une ancienne circonscription électorale fédérale et provinciale en Ontario.

## Circonscription fédérale
La circonscription était située dans le sud de l'Ontario sur les rives du lac Érié. Les entités municipales formant la circonscription étaient Chatham-Kent et Leamington.
Les circonscriptions limitrophes étaient Elgin—Middlesex—London, Essex et Lambton—Kent—Middlesex.

### Résultats électoraux
|       | Candidat              | Parti        | # de voix | % des voix |
|       | (x) Dave Van Kesteren | Conservateur | +23 360,  | 53,76 %    |
|       | Matt Daudlin          | Libéral      | +07 172,  | 16,51 %    |
|       | Ron Franko            | NPD          | +11 449,  | 26,35 %    |
|       | Robert Hodgson        | Vert         | +01 470,  | 3,38 %     |
| Total | Total                 | Total        | 43 451    | 100 %      |

|       | Candidat              | Parti        | # de voix | % des voix |
|       | (x) Dave Van Kesteren | Conservateur | +19 960,  | 47,92 %    |
|       | Matt Daudin           | Libéral      | +12 127,  | 29,12 %    |
|       | Ron Cadotte           | NPD          | +06 850,  | 16,45 %    |
|       | Alina Abbott          | Vert         | +02 712,  | 6,51 %     |
| Total | Total                 | Total        | 41 649    | 100 %      |

### Historique
La circonscription de Kent—Essex a été créée en 1996 à partir des circonscriptions d'Essex—Kent et de Kent. Elle adopta son nom actuel en 1998. Lors du redécoupage de 2013, la circonscription fut dissoute dans la circonscription de Chatham-Kent—Leamington.
1. 1997-2006 — Jerry Pickard, PLC
2. 2006-2015 — Dave Van Kesteren, PCC

- PCC = Parti conservateur du Canada
- PLC = Parti libéral du Canada

## Circonscription provinciale
Depuis les élections provinciales ontariennes du 4 octobre 2007, l'ensemble des circonscriptions provinciales et des circonscriptions fédérales sont identiques.
1. ↑  Élections Canada.